# Bảo tàng Lịch sử Łask
Bảo tàng Lịch sử Łask (tiếng Ba Lan: Muzeum Historii Łasku) là một bảo tàng tọa lạc tại số 7 Quảng trường 11 tháng 11, Łask, Ba Lan. Bảo tàng hoạt động trong cơ cấu tổ chức của Thư viện Công cộng Jan Łaski the Younger ở Łask.

## Lược sử hình thành
Bảo tàng Lịch sử Łask được thành lập vào ngày 14 tháng 6 năm 1997 theo khởi xướng của các thủ thư địa phương và người dân Łask. Ban đầu, trụ sở của Bảo tàng là tầng hầm của thư viện công cộng. Do thiếu không gian, bộ sưu tập của Bảo tàng được chuyển đến một ngôi nhà chung cư ở trung tâm Łask. Ngày 6 tháng 6 năm 2015, Bảo tàng chính thức mở cửa trở lại ở trụ sở mới, tọa lạc tại số 7 Quảng trường 11 tháng 11.

## Triển lãm
Bộ sưu tập của Bảo tàng Lịch sử Łask hiện đang bao gồm triển lãm thường trực "Từ lịch sử của thành phố và khu vực" - trưng bày các hiện vật và kỷ vật liên quan đến lịch sử của thành phố và khu vực, từ thời tiền sử đến những năm sau Chiến tranh thế giới thứ hai. Một phần lớn hiện vật có liên quan đến gia đình Łaski, đặc biệt là Jan Łaski the Younger. Phần lớn bộ sưu tập của Bảo tàng đến từ sự quyên góp của người dân địa phương. Ngoài ra, Bảo tàng còn triển lãm dân tộc học (vật dụng trong các hộ gia đình và nông trại, trang phục dân gian) và triển lãm dành cho Trung đoàn 10 Tiêm kích.

## Giờ mở cửa
Bảo tàng Lịch sử Łask hoạt động quanh năm, mở cửa từ thứ Ba đến thứ Bảy và mở cửa vào Chủ nhật đầu tiên của tháng. Khách tham quan được vào cửa miễn phí.